# جو بورنس (لاعب كرة قاعدة أمريكي)
جو بورنس (بالإنجليزية: Joe Burns)‏ هو لاعب كرة قاعدة أمريكي، ولد في 17 يونيو 1916 في برين مار ‏ في الولايات المتحدة، وتوفي في 24 يونيو 1974.

## وصلات خارجية
- جو بورنس (لاعب كرة قاعدة أمريكي) على موقع دوري كرة القاعدة الرئيسي (الإنجليزية)
- جو بورنس (لاعب كرة قاعدة أمريكي) على موقعبيزبول رفرنس.كوم (الدوري الرئيسي) (الإنجليزية)
- جو بورنس (لاعب كرة قاعدة أمريكي) على موقعبيزبول رفرنس.كوم (الدوري الثانوي) (الإنجليزية)